# Critérium International 2015
Il Critérium International 2015, ottantaquattresima edizione della corsa e valida come evento del circuito UCI Europe Tour 2015 categoria 2.HC, si è svolto in Corsica su tre tappe dal 28 al 29 marzo 2015 da Porto Vecchio a Col de l'Ospedale, su un percorso totale di circa 289 km. La corsa è stata vinta dal francese Jean-Christophe Péraud, con il tempo di 7h35'45", alla media di 38,05 km/h.
91 corridori sono arrivati al traguardo di Col de l'Ospedale.

## Tappe
| Tappa  | Data     | Percorso                          | km    | Vincitore di tappa     | Leader cl. generale    |
| ------ | -------- | --------------------------------- | ----- | ---------------------- | ---------------------- |
| 1ª     | 28 marzo | Porto Vecchio > Porto Vecchio     | 92,5  | Benjamin King          | Benjamin King          |
| 2ª     | 28 marzo | Porto Vecchio (Cron. individuale) | 7     | Fabio Felline          | Benjamin King          |
| 3ª     | 29 marzo | Porto Vecchio > Col de l'Ospedale | 189,5 | Jean-Christophe Péraud | Jean-Christophe Péraud |
| Totale | Totale   | Totale                            | 289   |                        |                        |

## Squadre e corridori partecipanti
| N.    | Cod. | Squadra                      |
| ----- | ---- | ---------------------------- |
| 1-6   | ALM  | AG2R La Mondiale             |
| 11-17 | IAM  | IAM Cycling                  |
| 21-28 | BOA  | Bora-Argon 18                |
| 31-38 | TCS  | Tinkoff-Saxo                 |
| 41-48 | BSE  | Bretagne-Séché Environnement |
| 51-58 | TFR  | Trek Factory Racing          |
| 61-67 | COF  | Cofidis, Solutions Credits   |
| 71-78 | TCG  | Team Cannondale-Garmin       |

| N.      | Cod. | Squadra                     |
| ------- | ---- | --------------------------- |
| 81-87   | FDJ  | FDJ.fr                      |
| 91-97   | TGA  | Team Giant-Alpecin          |
| 101-106 | EUC  | Team Europcar               |
| 111-118 | ROO  | Team Roompot Oranje Peloton |
| 121-128 | CUL  | Cult Energy Pro Cycling     |
| 131-138 | UHC  | UnitedHealthcare            |
| 141-148 | AUB  | Auber 93                    |
| 151-158 | LPM  | Marseille 13-KTM            |

## Dettagli delle tappe

### 1ª tappa
- 28 marzo: Porto Vecchio > Porto Vecchio – 92,5 km

Risultati
| Pos. | Corridore            | Squadra       | Tempo    |
| ---- | -------------------- | ------------- | -------- |
| 1    | Benjamin King        | Cannondale-G. | 2h06'43" |
| 2    | Clément Saint-Martin | Marseille 13  | a 5"     |
| 3    | Romain Feillu        | Bretagne-S.   | a 39"    |

| Pos. | Corridore            | Squadra       | Tempo    |
| ---- | -------------------- | ------------- | -------- |
| 1    | Benjamin King        | Cannondale-G. | 2h06'34" |
| 2    | Clément Saint-Martin | Marseille 13  | a 8"     |
| 3    | Romain Feillu        | Bretagne-S.   | a 46"    |

### 2ª tappa
- 28 marzo: Porto Vecchio – Cronometro individuale – 7 km

Risultati
| Pos. | Corridore     | Squadra      | Tempo |
| ---- | ------------- | ------------ | ----- |
| 1    | Fabio Felline | Trek Factory | 9'11" |
| 2    | Bob Jungels   | Trek Factory | a 1"  |
| 3    | Manuele Boaro | Tinkoff-Saxo | a 2"  |

| Pos. | Corridore            | Squadra       | Tempo    |
| ---- | -------------------- | ------------- | -------- |
| 1    | Benjamin King        | Cannondale-G. | 2h16'06" |
| 2    | Clément Saint-Martin | Marseille 13  | a 24"    |
| 3    | Fabio Felline        | Trek Factory  | a 27"    |

### 3ª tappa
- 29 marzo: Porto Vecchio > Col de l'Ospedale – 189,5 km

Risultati
| Pos. | Corridore              | Squadra      | Tempo    |
| ---- | ---------------------- | ------------ | -------- |
| 1    | Jean-Christophe Péraud | AG2R La Mon. | 5h19'05" |
| 2    | Pierrick Fédrigo       | Bretagne-S.  | a 15"    |
| 3    | Thibaut Pinot          | FDJ          | a 16"    |

| Pos. | Corridore              | Squadra      | Tempo    |
| ---- | ---------------------- | ------------ | -------- |
| 1    | Jean-Christophe Péraud | AG2R La Mon. | 7h35'45" |
| 2    | Thibaut Pinot          | FDJ          | a 10"    |
| 3    | Fabio Felline          | Trek Factory | a 18"    |